# Hampus Lindholm
Hampus Lindholm (* 20. Januar 1994 in Helsingborg) ist ein schwedischer Eishockeyspieler, der seit März 2022 bei den Boston Bruins aus der National Hockey League unter Vertrag steht. Zuvor verbrachte der Verteidiger knapp zehn Jahre bei den Anaheim Ducks, die ihn im NHL Entry Draft 2012 an sechster Position ausgewählt hatten. Mit der schwedischen Nationalmannschaft gewann er die Goldmedaille bei der Weltmeisterschaft 2018.

## Karriere
Hampus Lindholm begann seine Karriere als Eishockeyspieler in der Nachwuchsabteilung von Jonstorps IF, in der er bis 2010 aktiv war. Anschließend wechselte der Verteidiger zu Rögle BK. Er machte eine rasche Entwicklung durch und etablierte sich bereits im zweiten Jahr in der ersten Mannschaft, die in der zweiten schwedischen Liga aktiv war. Er überzeugte mit neun Punkten in 30 Spielen und wurde im NHL Entry Draft 2012 in der ersten Runde als insgesamt sechster Spieler von den Anaheim Ducks ausgewählt.
Am 13. Juli 2012 unterschrieb Lindholm einen Einstiegsvertrag mit den Anaheim Ducks über drei Jahre. Seitdem ist er für deren Farmteam, die Norfolk Admirals, in der American Hockey League auf dem Eis. Zu Beginn der Saison 2013/14 stand er erstmals im NHL-Kader der Ducks und gab am 7. September 2013 beim 3:2-Erfolg gegen die Winnipeg Jets sein NHL-Debüt.
Nach Ablauf seines Vertrages im Sommer 2016 konnte sich Lindholm mit den Ducks vorerst nicht auf eine Vertragsverlängerung einigen, sodass er über den Beginn der neuen Saison 2016/17 hinaus als vertragsloser Restricted Free Agent galt. Erst Ende Oktober 2016 unterzeichnete er einen neuen Sechsjahresvertrag in Anaheim, der ihm ein durchschnittliches Jahresgehalt von 5,25 Millionen US-Dollar einbringen soll.
Im März 2022 jedoch wurde Lindholm wenige Tage vor der Trade Deadline mit Kodie Curran an die Boston Bruins abgegeben. Im Gegenzug erhielten die Ducks Urho Vaakanainen, John Moore, ein Erstrunden-Wahlrecht für den NHL Entry Draft 2022 sowie je ein Zweitrunden-Wahlrecht für die NHL Entry Drafts 2023 und 2024. Darüber hinaus übernahm Anaheim weiterhin die Hälfte seines Gehalts in diesem seinem letzten Vertragsjahr. Wenige Tage später unterzeichnete der Schwede dann einen neuen Achtjahresvertrag in Boston, der ihm ein durchschnittliches Jahresgehalt von 6,5 Millionen US-Dollar einbringen soll. Am Ende der Saison 2022/23 führte er die gesamte NHL mit einer Plus/Minus-Statistik von +49 an und steigerte seine persönliche Offensivstatistik deutlich auf 53 Scorerpunkte in 80 Partien. Am Ende der Spielzeit berief man ihn daher ins NHL Second All-Star Team.

### International
Für Schweden nahm Lindholm an der U18-Junioren-Weltmeisterschaft 2012 teil und gewann dabei mit dem Team die Silbermedaille. Bei den Herren gehörte er erstmals im Rahmen des World Cup of Hockey 2016 zum Kader. Er bestritt im Rahmen der Vorbereitungsspiele auf das Turnier sein erstes Länderspiel. Beim Hauptwettkampf blieb er als einziger Feldspieler des Aufgebots ohne Einsatzminuten. Anschließend nahm er mit den Tre Kronor an der Weltmeisterschaft 2018 teil und gewann dort mit dem Team die Goldmedaille.

## Erfolge und Auszeichnungen
- 2012 Bester Verteidiger der J20 SuperElit
- 2012 Aufstieg in die Elitserien mit Rögle BK
- 2014 NHL All-Rookie Team
- 2023 NHL Plus/Minus Award (nicht offiziell vergeben)
- 2023 NHL Second All-Star Team

### International
- 2012 Silbermedaille bei der U18-Junioren-Weltmeisterschaft
- 2018 Goldmedaille bei der Weltmeisterschaft

## Karrierestatistik
Stand: Ende der Saison 2024/25

### International
Vertrat Schweden bei:
- U18-Junioren-Weltmeisterschaft 2012
- World Cup of Hockey 2016
- Weltmeisterschaft 2018

(Legende zur Spielerstatistik: Sp oder GP = absolvierte Spiele; T oder G = erzielte Tore; V oder A = erzielte Assists; Pkt oder Pts = erzielte Scorerpunkte; SM oder PIM = erhaltene Strafminuten; +/− = Plus/Minus-Bilanz; PP = erzielte Überzahltore; SH = erzielte Unterzahltore; GW = erzielte Siegtore; 1 Play-downs/Relegation; Kursiv: Statistik nicht vollständig)